# 巴克南
巴克南（德語：Backnang，發音：[ˈbaknaŋ] ⓘ）是德国巴登-符腾堡州斯图加特行政区雷姆斯-穆尔县的城市，面积39.38平方千米，2023年12月31日人口为38,184人。

## 友好城市
巴克南与以下城市结为友好城市：
- 法國 阿诺奈（1966年）
- 匈牙利 巴喬爾馬什（1988年）
- 英格兰 切爾姆斯福德市（1990年）